# ژول لورانس
ژول ژوزف آگوستن لورانس (به فرانسوی: Jules Laurens) نقاش رمانتیسیسم فرانسوی سده ۱۹ میلادی است. وی بیشتر برای نقاشی‌های مکتب شرق‌شناسی شناخته می‌شود.

## نگارخانه

مسجد کبود تبریز ۱۸۷۲ م. موزه فابر
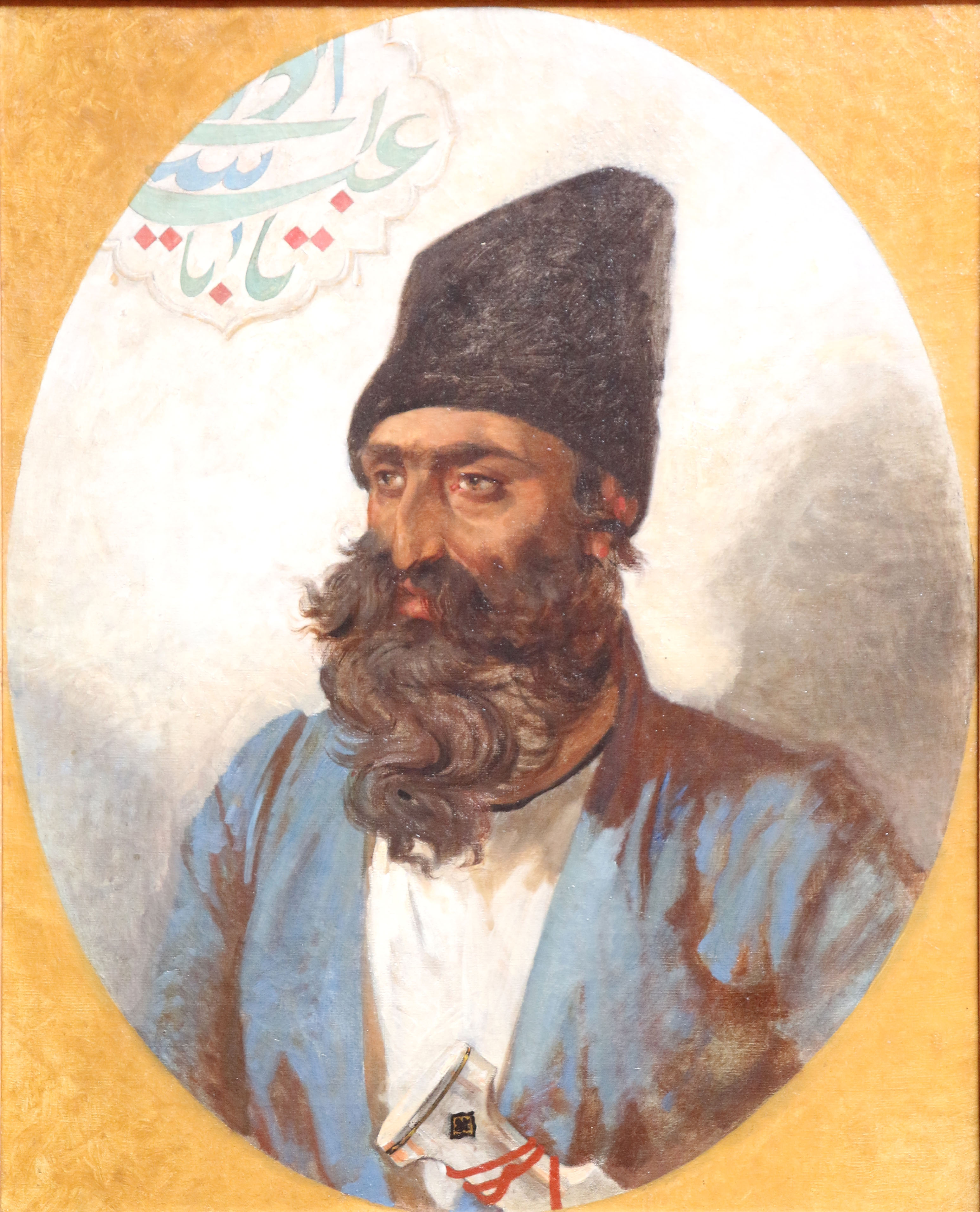
پُرترهٔ ولی‌بیگ نامشخص Musée Comtadin-Duplessis
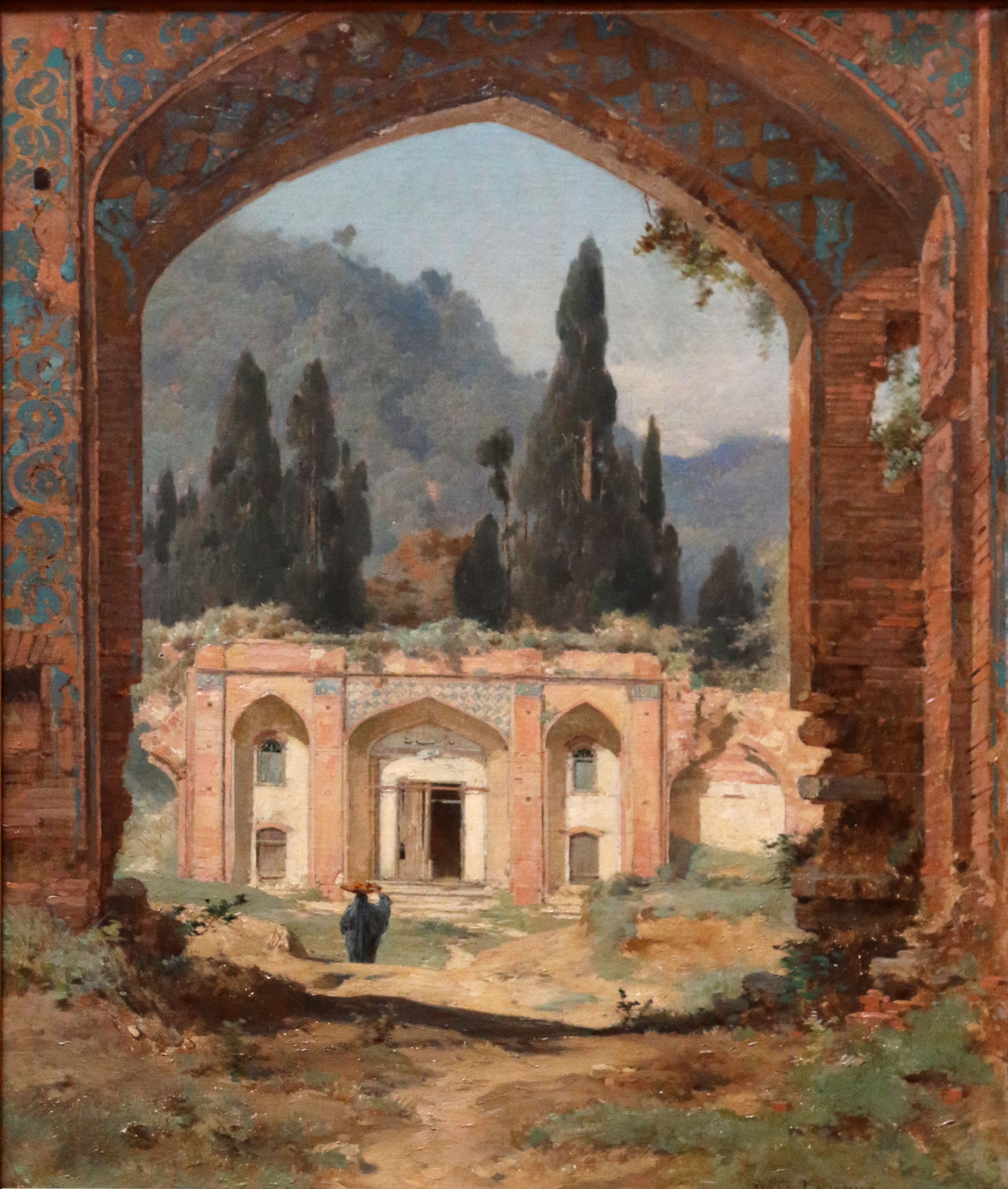
کاخ چهل‌ستون بهشهر (پیش از ۱۸۹۴م). مجموعهٔ شخصی
کاخ چهل‌ستون بهشهر
(پیش از ۱۸۹۴م).
مجموعهٔ شخصی